# Adalbert Depiny
Adalbert Depiny (* 30. August 1883 in Budapest; † 19. Dezember 1941 in Linz) war ein österreichischer Heimatforscher und Volkstumspfleger sowie Landtagsabgeordneter.

## Leben
Depiny entstammte einer Donauschiffer-Familie. Sein Vater, ein Hafenkapitän der DDSG in Budapest, verstarb bereits, als sein Sohn sechs Jahre alt war. Zuerst wurde er von seinem Onkel Franz Schimandl in Wien, später dann in Linz aufgezogen. In Linz besuchte er das Staatsgymnasium, nach bestandener Matura studierte er ab 1902 Germanistik, Geschichte, Geografie und Klassische Philologie in Wien. Er promovierte 1907 zum Dr. phil. und legte die Lehramtsprüfung für Mittelschulen in Latein, Griechisch und Deutsch ab. Anschließend war er als Lehrer in Budweis, Görz, Laibach und Linz tätig.
Als mit Erlass vom 30. Juli 1919 der Leiter des Unterrichtsamtes, Otto Glöckel, „Landesreferenten für das Volksbildungswesen“ einführte, wurden 1920 Wilhelm Gärtner aus Ried und Depiny als solche bestellt. Ab 1924 füllte Depiny diese Aufgabe alleine aus. Gärtner und Depiny waren wesentlich am Ausbau des Volksbildungswesens beteiligt und beide waren zusätzlich bedeutende Heimatforscher und Volkstumspfleger.
Depiny wurde gern als „Gründer der wissenschaftlichen oberösterreichischen Volkskunde“ bezeichnet.
In dieser wirtschaftlich schwierigen Zeit gründete der Heimatforscher 1919 die landes- und volkskundliche Zeitschrift Heimatgaue, welche später im 1947 von Franz Pfeffer begonnenen Magazin Oberösterreichische Heimatblätter eine Fortsetzung fand.
Die Volkskunde wurde in den Zwischenkriegsjahren und noch mehr während des Zweiten Weltkrieges immer mehr ideologisch besetzt, wobei sich Depiny als gründlicher und unabhängiger Forscher aus solchen Auseinandersetzungen weitgehend heraushielt.
Auch die Sagenforschung gehörte zu seinem Arbeitsgebiet, und so brachte er 1932 das „Oberösterreichische Sagenbuch“ heraus. Als Kulturreferent der austrofaschistischen Vaterländischen Front war Depiny von 1934 bis 1938 Landtagsabgeordneter für den Bereich „Kulturelle Gemeinschaften“. Das von ihm aufgebaute Volksbildungs-Referat wurde am 14. März 1938 aufgelöst, ein großer Teil des Forschungsmaterials vernichtet. Depiny, der zu diesem Zeitpunkt Studien- und Hofrat sowie auch Landtagsabgeordneter war, wurde vorübergehend inhaftiert, da er dem neuen Regime als Leiter des Kulturreferates der VF einstellungsmäßig nicht zusagte.
Depiny hatte noch geplant, eine umfassende Volkskunde Oberösterreichs zu schreiben, konnte sein Werk aber nicht mehr durchführen, da er mit 58 Jahren einem Herzinfarkt erlag.

## Werke
- Oberösterreichisches Sagenbuch. Linz 1932. 480 Seiten.
- über hundert Artikel in der 1919 von ihm gegründeten Zeitschrift Heimatgaue.

## Würdigung
Im Linzer Stadtteil Urfahr ist seit 1968 die Depiny-Straße (nahe dem Diesenleitenbach) nach ihm benannt.